# Karpowskoje (rejon ust-kubiński)
Karpowskoje (ros. Карповское) – wieś w Rosji, w rejonie ust-kubińskim obwodu wołogodzkiego. W 2002 r. liczyła 7 mieszkańców, a w 2010 r. była niezamieszkana.